# Lerista uniduo
Lerista uniduo — вид сцинкоподібних ящірок родини сцинкових (Scincidae). Ендемік Австралії.

## Поширення і екологія
Lerista uniduo мешкають в прибережних районах на заході Західній Австралії. Вони живуть на прибережних дюнах, в пустелях, в акацієвих і спінніфексових заростях.